# Pavel Černý
Pavel Černý (ur. 11 października 1962) – czeski piłkarz, reprezentant kraju.

## Kariera reprezentacyjna
W reprezentacji Czechosłowacji zadebiutował w 1989. W reprezentacji Czechosłowacji występował w latach 1989–1991. W sumie w reprezentacji wystąpił w 4 spotkaniach.

## Statystyki
| Reprezentacja Czechosłowacji | Reprezentacja Czechosłowacji | Reprezentacja Czechosłowacji |
| Rok                          | Mecze                        | Gole                         |
| ---------------------------- | ---------------------------- | ---------------------------- |
| 1989                         | 1                            | 0                            |
| 1990                         | 2                            | 0                            |
| 1991                         | 1                            | 0                            |
| Razem                        | 4                            | 0                            |